# Arboreto del bosque Starhill
El Arboreto del bosque Starhill (en inglés: Starhill Forest Arboretum) es un arboreto y jardín botánico de 19 hectáreas (48 acres), siendo el arboreto oficial del Illinois College. Se ubica en Petersburg, Illinois. 

## Localización
Starhill Forest Arboretum, 12000 Boy Scout Trail, Petersburg,  Menard county, Illinois 62675 United States of America-Estados Unidos de América.               
Planos y vistas satelitales.39°56′6″N 89°48′6″O / 39.93500, -89.80167
El arboreto está generalmente abierto al público todos los días del año.

## Historia
El arboreto del bosque Starhill es una organización privada de la familia Sternberg (Edie Sternberg y Guy Sternberg) desde 1976. La tierra se ha cultivado y pastoreado desde mediados del siglo XIX, cuando Abraham Lincoln transitó por la misma carretera que aquí se encuentra, durante sus días de New Salem.
Los viejos árboles en las áreas boscosas proceden del año 1850, y los árboles plantados más viejos se cultivaron a partir de semillas en 1964 y trasplantados a otro lugar. 
Los registros permanentes mantenidos por el bosque Starhill sobre las especies cultivadas incluyen la información de su origen, método de propagación y año, la ubicación asignada en el arboretum a través de un sistema de red, y otros datos. Además, los registros permanentes de otros taxones que han sido probados y no han sobrevivido así como la causa de muerte, si se conoce.
Desde el año 2008, Starhill Forest es el arboreto oficial del Illinois College.

## Colecciones
Actualmente en 2012, el arboreto contiene aproximadamente 1800 accesiones de  taxones de plantas leñosas y 60 especies de plantas leñosas espontáneas.
- La colección científica primaria del arboreto es un "Quercetum" (colección de robles) que comprende una de las colecciones más completas de referencia para el género Quercus en América del Norte. La colección de Quercus del bosque Starhill, incluye las adhesiones, exámenes de especies, cultivares, híbridos, y los robles no resistentes al climma de Illinois y especies afines invernado en invernaderos, así como los documentos asociados a la biblioteca. Esta colección ya es conocida en todo el mundo y sigue siendo el foco principal del Arboreto.
- Aproximadamente otros 150 géneros de plantas leñosas también están disponibles para el estudio.
- Colección de hierbas y plantas perennes,
- Jardín de pradera nativa,
- Varias pruebas de procedencias,
- Zona de plantas acuáticas,
- Plantaciones de coníferas.

Los registros permanentes incluyen información de procedencia, modo de propagación, el año, y la ubicación asignada dentro del arboretum.